# Prince Hozumi
Le Prince Hozumi (穂積親王, Hozumi Shinnō), mort le 30 août 715, est le fils de l'empereur Temmu et de Soga no Ōnu-no-iratsume. Sa femme est la poétesse Ōtomo no Sakanoe no Iratsume.